# Chime
Chime è un videogioco del genere puzzle musicale del 2010 pubblicato da Zoe Mode. Inizialmente venne pubblicato su Xbox Live Arcade e successivamente per Microsoft Windows. Il 29 marzo 2011 venne pubblicata una versione estesa del gioco chiamata Chime Super Deluxe anche per PlayStation Network. Chime è stato il primo titolo pubblicato dalla casa videoludica no-profit OneBigGame

## Modalità di gioco
Chime ha due modalità di gioco, una a tempo, a scelta tra 3,6 o 9 minuti di gioco e una libera in cui potremmo giocare all'infinito. Il gameplay del gioco è molto semplice, consiste nel creare quadrilateri minimo di 3x3 quadretti, utilizzando i pezzi random messi a disposizione.
La musica presente nel gioco cambierà in base al numero e alla complessità di quadrilateri che riusciremo a creare. Chime vanta una colonna sonora composta da pezzi di importanti artisti come Moby, Philip Glass e gli Orbital. Nella versione per PC è presente la canzone Still Alive del videogioco Portal di Valve.

## Accoglienza
La rivista Play Generation diede alla versione Super Deluxe un punteggio di 84/100, apprezzando la colonna sonora da urlo, le meccaniche collaudate e le sfide ben progettate e come contro la grafica minimale, alcune fasi confuse e la presenza di soli dieci schemi di gioco, finendo per trovarlo un ottimo titolo per gli amanti dei rompicapo e delle classifiche online, ritenendola la migliore versione di Chime disponibile.